# وانگ یگو
وانگ یگو (انگلیسی: Wang Yuegu؛ زادهٔ ۱۰ ژوئن ۱۹۸۰) یک بازیکن تنیس روی میز اهل سنگاپور است. 
وی در مسابقات المپیک ، جهانی ، آسیایی و بین‌المللی در مجموع برنده ۱۵ مدال طلا، ۱۰ مدال نقره، ۳ مدال برنز شده‌است.